# Glomp

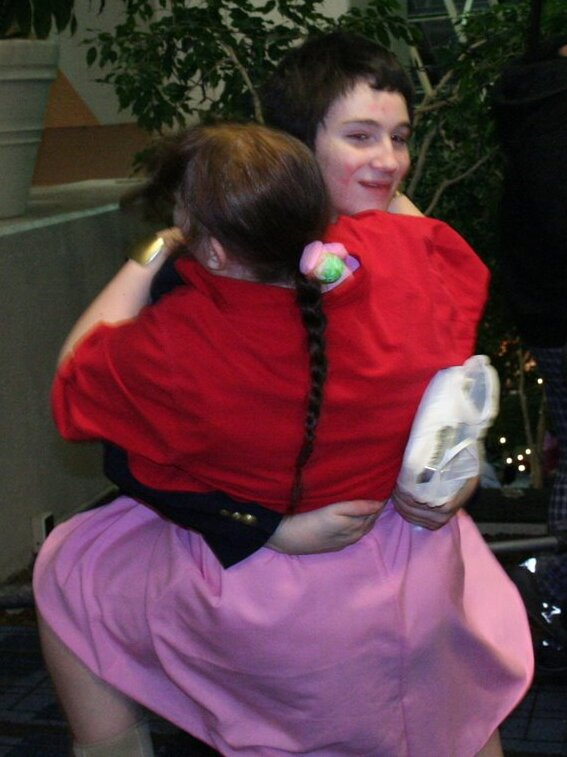
Dos asistentes a Ohayocon en 2008 participando en un glomp.

Un glomp o glomping, a veces llamado abrazo tackle, es una forma de abrazo agresivo en el que la parte iniciadora se lanza o arremete contra la parte receptora a modo de tackle. El glomping se asocia frecuentemente con el anime y el manga, donde se representa como una forma de comedia física o slapstick. El glomping también es practicado por miembros del fandom del anime y el manga, particularmente los asistentes a convenciones de anime y manga.

## Descripción e historia
Un glomp es una forma agresiva o muy entusiasta de abrazo en la que el compañero activo se lanza o arremete contra el compañero que recibe, como si fuera un tackle o un abrazo de oso. A menudo se realiza desde el principio y sin que el compañero que recibe se dé cuenta de la aproximación del compañero activo. El compañero activo intenta envolver con sus brazos y, ocasionalmente, con sus piernas completamente al compañero que recibe, lo que frecuentemente resulta en que ambos individuos caigan al suelo.
En los medios de ficción, el glomping se representa generalmente como una forma de comedia física o slapstick para indicar sentimientos de afecto o atracción de un personaje hacia otro. Aunque los abrazos con agarre aparecieron en medios como las historietas y la animación antes de la aparición de glomp como término apropiado a principios de los años 1990, el glomping se asocia principalmente con el manga y el anime.
La etimología precisa de glomp no está clara, aunque el término se ha asociado con las primeras traducciones al inglés de manga realizadas por la editorial estadounidense VIZ Media, particularmente Ranma ½ de Rumiko Takahashi.Glomp se utilizó en estas traducciones como una onomatopeya para referirse a los abrazos, posiblemente como una síntesis de la palabra «glom». Más tarde, grab, latch on, maintain pressure («agarrar, fijarse, mantener presión») surgió como retroacrónimo para el término.
El glomping es una práctica real entre los miembros del fandom del anime y el manga, particularmente entre los asistentes a convenciones de anime y manga. Aunque en este contexto el glomping se realiza aparentemente como un gesto amistoso o afectuoso, la posibilidad de que el glomping resulte en lesiones, acoso o daño a los disfraces de cosplay ha resultado en el desaliento de la práctica a menos que se obtenga el consentimiento de ambas partes, y la implementación por algunas convenciones de políticas que prohíben el glomping. En algunas convenciones, los asistentes participan en los llamados «círculos de abrazos», similares a un abrazo grupal masivo; uno de esos círculos de abrazos en la convención de anime Anime Expo en 2008 supuestamente duró siete horas.